# 野寄覚令
野寄 覚令（のより かくりょう、1987年1月12日 - ）は、長崎県佐世保市出身の日本の真言宗の尼僧。令和の寂聴と呼ばれる。
長崎県佐世保市出身。国立大学を3ヶ月で中退後、キャバクラを経てソープランドで働く。20歳で結婚したが、23歳で離婚。30歳で再婚し、夫に師僧を紹介されて真言宗で出家。インスタグラムでお悩み相談を行い、これが毒舌説法として話題になった。この話術はキャバクラで磨かれていた。

## 著書
- 『だから、あなたは愛されないの。』（光文社、2022年7月）[2]

## 出演
ラジオ
- 「尼のよりんの朝の説法千本ノック」（MBSラジオ、2022年7月～）[5]